# پاراتوپ

آنتی‌بادی با ناحیه‌ای دایره شکل که محل پاراتوپ را نشان می‌دهد. ۱. قطعه اتصال‌دهنده آنتی‌ژن
1. ناحیه قطعه کریستالیزه‌شونده
2. زنجیره‌های سنگین
3. زنجیره‌های سبک
4. ناحیهٔ متغیر آنتی‌بادی. (پاراتوپ بخش کلیدی‌شکل است که با آنتی‌ژن تماس مستقیم دارد)
5. نواحی لولایی‌شکل

پاراتوپ، (به انگلیسی: Paratope) که به عنوان محل اتصال آنتی‌ژن (به انگلیسی: Antigen-binding site) نیز شناخته می‌شود، بخشی از آنتی‌بادی است که یک آنتی‌ژن را تشخیص داده و به آن متصل می‌شود. این ناحیه کوچک در انتهای قطعه اتصال‌دهنده آنتی‌ژن-آنتی‌بادی است و شامل قسمت‌هایی از زنجیره‌های سنگین و سبک آنتی‌بادی است.
پاراتوپ‌ها قسمت‌هایی از گیرنده لنفوسیت‌های بی یا سلول‌های B را تشکیل می‌دهند که به اپیتوپ آنتی‌ژن متصل می‌شوند. همه گیرنده‌های لنفوسیت‌های بی، در یک سلول مشخص، دارای پاراتوپ‌های یکسان هستند. منحصر به فرد بودن یک پاراتوپ به آن اجازه می‌دهد تا فقط به یک اپیتوپ با تمایل زیاد متصل شود و در نتیجه، هر لنفوسیت بی، فقط می‌تواند به اپیتوپ اختصاصی خود واکنش دهد. اتصال پاراتوپ‌های گیرنده‌های لنفوسیت‌های یی به اپیتوپ خاص خود، گامی بسیار مهم در فرایند پاسخ ایمنی تطبیقی است.

## ساختار پاراتوپ‌ها در گونه‌های مختلف
طراحی و ساختار پاراتوپ‌ها می‌تواند بین گونه‌های مختلف بسیار متفاوت باشد. در مهره‌داران دارای آرواره، نوترکیبی V (D) J می‌تواند ایجاد میلیاردها پاراتوپ مختلف را در پی داشته باشد. تعداد پاراتوپ‌ها با توجه به نحوهٔ ترکیب ژن‌های V , D و J در ساختار آنتی‌بادی محدود است. بنابراین، بسیاری از گونه‌های مختلف، راه‌هایی برای دور زدن این محدودیت و افزایش تنوع پاراتوپ‌های احتمالی ایجاد کرده‌اند.
در گاوها، یک ناحیهٔ تعیین‌کننده اتصال فوق‌العاده طولانی، نقش اساسی در تنوع پاراتوپ‌ها در نظر گرفته می‌شود.